# Voron
Voron (cornacchia) è la versione sovietica dell'APR da ricognizione americano Lockheed D-21, che fu sviluppato a partire dal 1971. Lo sviluppo fu curato dalla Tupolev, e si basò sui resti di un esemplare precipitato in Unione Sovietica negli ultimi mesi del 1969. Il progetto fu successivamente cancellato, e non si arrivò mai alla costruzione di un prototipo.

## L'Oggetto R
Nel novembre 1969, i sovietici rinvennero sul loro territorio i resti di un APR americano a loro ignoto, caratterizzato da forme aerodinamiche molto inconsuete. Si trattava di un drone Lockheed D-21B, lanciato nell'ambito del programma Senior Bowl il 9 novembre di quello stesso anno. In dettaglio, era l'esemplare n. 517, ed era il primo lancio operativo, avente lo scopo di spiare il poligono nucleare cinese di Lop Nor, sul quale vi erano pochissime informazioni.

I resti del velivolo furono esaminati da esperti militari, che lo trovarono di grande interesse: infatti, non solo era riuscito a penetrare non visto nello spazio aereo sovietico, ma incorporava anche soluzioni tecnologiche piuttosto avanzate. Per questa ragione, nell'aprile 1970, la Tupolev fu incaricata di esaminare i resti del velivolo, nonché di stendere una relazione. Il D-21, identificato come Oggetto R, fu quindi trasportato presso la sede dell'ufficio tecnico. Lo studio concluse che:
- si trattava di un drone da ricognizione supersonico a lungo raggio ad altissime prestazioni;
- era in grado di volare ad una velocità compresa tra i 3 500 ed i 3 800 km/h ad una quota di 23 000/27 000 metri, con un'autonomia stimata di 4 000-4 600 chilometri;
- il peso al lancio era di 6 300 kg;
- il livello tecnico del progetto era molto elevato, con soluzioni semplici ma molto efficaci;
- le caratteristiche tecniche erano di grande interesse anche per l'industria nazionale;
- il carico di missione era costituito dal solo equipaggiamento da ricognizione;
- l'industria aeronautica sovietica era in grado di realizzare un velivolo di quel tipo[3].

## Sviluppo
L'OKB Tupolev ricominciò a lavorare sul D-21 nel marzo 1971, quando il ministero per l'industria aeronautica ordinò lo sviluppo di un drone supersonico ad altissime prestazioni, paragonabile al modello americano. La Tupolev presentò il progetto di un velivolo molto simile all'Oggetto R, chiamato Voron. In dettaglio, le prestazioni previste erano più o meno le stesse, ma la dotazione di bordo avrebbe dovuto essere più ampia: infatti, oltre all'apparato da ricognizione fotografica, era previsto anche l'imbarco di un equipaggiamento ELINT in modo da registrare le emissioni radar nemiche. Per il lancio era previsto il ricorso ad un aereo madre (esattamente come il D-21B americano, che utilizzava un Boeing B-52).

Il ricognitore a lungo raggio Voron, insieme all'aereo madre, avrebbe dovuto costituire un sistema di ricognizione aerea strategico e di teatro. Questo sistema sarebbe stato in grado di effettuare missioni da ricognizione e di intelligence praticamente in ogni parte del mondo, grazie alla sua autonomia ed all'estrema mobilità.

Tuttavia, una serie di limitazioni tecniche e lo sviluppo dei sistemi di spionaggio spaziali (satelliti spia in particolare) portarono alla cancellazione del progetto.

## Tecnica
Il Voron era piuttosto simile al D-21 americano, da cui derivava. Le dimensioni erano praticamente le stesse, e le prestazioni previste non differivano di molto (la velocità massima e la tangenza erano inferiori, ma l'autonomia stimata era maggiore). L'unica sostanziale differenza era costituita dalla possibilità di imbarco della strumentazione ELINT. Il sistema da ricognizione proposto dalla Tupolev avrebbe dovuto essere composto da più parti.
- Drone da ricognizione supersonico Voron. Era previsto che l'APR vero e proprio fosse spinto da un razzo a propellente solido nella fase di lancio e da uno statoreattore per il resto del volo. Il peso al lancio con il razzo ausiliario era di 14 120 kg. Il Voron da solo pesava 6 300 kg (inclusi i 2 850 kg di carburante), compreso l'equipaggiamento di missione (apparato fotografico o equipaggiamento ELINT) ed i sistemi di bordo. L'equipaggiamento di missione avrebbe dovuto essere sistemato in un apposito contenitore recuperabile.
- Aereo madre, soluzione che avrebbe consentito di aumentare il raggio operativo e la mobilità, accrescendo le probabilità di violare, non visto, le difese aeree avversarie anche in tempo di pace. L'idea di utilizzare installazioni terrestri venne scartata perché considerata vulnerabile ed inefficiente. Per il ruolo di aereo madre, venne valutato sia il Tupolev Tu-95K (che avrebbe dovuto trasportare il Voron agganciato sotto alla fusoliera), sia quello che sarebbe diventato il Tupolev Tu-160, che era allora in fase di sviluppo.
- Strutture a terra idonee alla raccolta ed all'elaborazione delle informazioni.

Questo sistema avrebbe potuto esser utilizzato sia per missioni strategiche, sia di teatro. Inoltre, la possibilità di aviolancio rendevano il Voron estremamente mobile, mettendolo in condizione di operare in praticamente tutto il mondo.

Tuttavia, le limitazioni erano notevoli. Infatti, l'apparato da ricognizione era utilizzabile solo con il bel tempo e di giorno. Inoltre, il carico disponibile per la componente da intelligence era molto ridotto, e questo consentiva una scarsa capacità di raccolta di informazioni. Queste restrizioni operative furono tra le cause che portarono alla cancellazione del programma.

## Epilogo
Nonostante il fatto che il Voron fosse stato cancellato, lo sviluppo di questo velivolo fu comunque molto utile ai sovietici. Infatti, lavorare ad un aereo di questo tipo fu di fondamentale importanza nello sviluppo di futuri sistemi APR supersonici, oltre a facilitare enormemente le ricerche sia sui voli supersonici, sia su quelli ipersonici.

Gli americani scoprirono il destino del drone 517 solo dopo la fine della guerra fredda, quando i resti del D-21B furono mostrati dai russi a Ben Rich (erede di Clarence Kelly Johnson alla Lockheed) in occasione di una sua visita in Russia.